# Ołeksandr Sułypa
Ołeksandr Sułypa, ukr. Олександр Володимирович Сулипа (ur. 3 czerwca 1972) – ukraiński szachista i trener szachowy (FIDE Senior Trainer od 2011), arcymistrz od 2001 roku.

## Kariera szachowa
W 1990 r. wystąpił na I szachownicy „Avii” Świdnik na rozegranych w Bydgoszczy drużynowych mistrzostwach Polski. W 1993 r. podzielił III m. (za Giennadijem Tunikiem i Walerijem Jandiemirowem, wspólnie z Jewgienijem Kalieginem) w kołowym turnieju w Mińsku, natomiast w 1999 r. zwyciężył (wspólnie z Rüdigerrm Segerem i Dmitrijem Bunzmannem) w Werther (Westf.). W kolejnych latach odniósł szereg sukcesów, przede wszystkim w turniejach otwartych, m.in.:
- Lwów (2001, dz. II m. za Orestem Hrycakiem, wspólnie z Nazarem Firmanem(inne języki) i Nikola Sedlakiem),
- Le Mans – dwukrotnie I m. (2001, 2002),
- Rosny-sous-Bois (2002, I m.),
- Guingamp (2004, I m.),
- Malakoff (2004, dz. II m. za Siergiejem Fiedorczukiem),
- Paryż (2004, turniej 74 APSAP VP, I m.),
- Condom (2005, III m. za Siergiejem Fiedorczukiem i Viestursem Meijersem),
- Créon (2005, dz. I m. wspólnie z Marijanem Petrowem),
- Avoine (2005, dz. I m. wspólnie m.in. z Hugo Tirardem(inne języki), Eckhardem Schmittdielem i Siergiejem Fiedorczukiem),
- Kemer (2006, mistrzostwa państw śródziemnomorskich, III m. za Suatem Atalikiem i Ekateriną Atalik)[2],
- Avoine (2008, dz. II m. za Anthony Kostenem, wspólnie m.in. z Pawłem Czarnotą i Érikiem Prié),
- Legnica (2008, III m. za Michałem Olszewskim i Davidem Arutinianem),
- Wrocław (2009, dz. I m. wspólnie z Łukaszem Cyborowskim, Vladimírem Tallą i Martynem Krawciwem),
- Wijk aan Zee (2010, turniej Cultural Village Toernooi, dz. II m. za Dariuszem Świerczem, wspólnie z Sahajem Groverem),
- Legnica (2011, dz. I m. wspólnie z Marcinem Sieciechowiczem).

Znaczące sukcesy odniósł również jako szachowy trener. W latach 1994–2001 był sekundantem Wasilija Iwanczuka, wicemistrza świata z 2002 roku. Do jego podopiecznych należała także mistrzyni Europy z 2006 r., Ekaterina Atalık. Był również trenerem reprezentacji Ukrainy w latach 1996–2002 (w okresie tym szachiści ukraińscy trzykrotnie stawali na podium szachowych olimpiad). Jest absolwentem Uniwersytetu Lwowskiego (studia trenerskie), posiada także uprawnienia trenerskie wydane przez Federacje Szachowe Francji i Ukrainy.
Najwyższy ranking w dotychczasowej karierze osiągnął 1 lipca 2001 r., z wynikiem 2516 punktów dzielił wówczas 29-30. miejsce wśród ukraińskich szachistów.